# Aire coutumière Djubéa-Kaponé
Pour les articles homonymes, voir Kapone.
Djubéa-Kaponé est une aire coutumière de la Nouvelle-Calédonie. Elle correspond à l'extrémité sud de la Grande-Terre et à l'île des Pins, et comprend les communes de Nouméa, même si le chef-lieu du Territoire ne contient aucune tribu, de Dumbéa, Païta, du Mont-Dore, de Yaté et de l'île des Pins. Elle dispose d'un conseil d'aire qui siège dans l'immeuble « Gallieni II » au 12, rue de Verdun, à proximité de la place des Cocotiers à Nouméa.

## Langues
Les deux langues kanak du groupe sud y sont parlées. La principale est le nââ numèè, dit aussi numèè ou kaponé, parlée sous différentes variantes au Mont-Dore, à Yaté (avec le dialecte truaùrù), l'île des Pins (le kwênyii) et l'île Ouen (le wêê) par moins de 2 000 personnes (1 814 locuteurs de plus de 14 ans au recensement de 1996). L'autre langue, le nââ drubéa ou drubéa, est parlée traditionnellement par les clans et tribus de Nouméa, Dumbéa, Païta et Yaté (dans la seule tribu d'Unia, située au nord de la commune), avec 946 locuteurs de plus de 14 ans recensés en 1996. Enfin, le tayo est un pidgin français parlé par environ 600 personnes originaires de la tribu de Saint-Louis au Mont-Dore.

## Subdivisions
L'aire coutumière comprend 8 districts coutumiers (dont deux correspondant exactement à une commune : l'île des Pins et Païta, trois, l'île Ouen, le district du Pont-des-Français et celui de Mürare - Mont-Dore, au Mont-Dore, et trois, Goro, Touaourou et Unia, à Yaté) regroupant eux-mêmes 19 tribus (dont une, Saint-Louis, est divisée entre deux districts coutumiers).
| Districts coutumiers | Tribus                                                                 |
| -------------------- | ---------------------------------------------------------------------- |
| Île des Pins         | Comagna, Gadji, Kéré, Ouatchia, Touété, Vao (chef-lieu), Wapan, Youati |
| Île Ouen             | Ouara                                                                  |
| Pont-des-Français    | La Conception, Saint-Louis (Chefferie Wamytan)                         |
| Mürare - Mont-Dore   | Saint-Louis (Chefferie Moyatea)                                        |
| Païta                | Bangou, Col de la Pirogue - Saint-Laurent, Naniouni, N'Dé              |
| Goro                 | Goro                                                                   |
| Touaourou            | Touaourou                                                              |
| Unia                 | Unia                                                                   |

## Démographie
En 1996, 4 867 personnes résidaient dans une tribu de l'aire (dont 2 606 hommes et 2 261 femmes, 86,7 % ou 4 219 d'entre eux appartenant à la tribu concernée, 8,7 % ou 422 appartenant à une autre tribu et 4,6 % ou 226 autres) et 2 172 autres individus déclaraient appartenir à une d'entre elles mais n'y résidant pas (dont 984 hommes et 1 188 femmes). Il s'agit d'une population jeune, l'âge moyen y étant d'environ 25 ans (24,9 pour les résidents, 24,8 pour les non-résidents). Le taux de chômage, toujours en 1996, y était fort, s'établissant à 39,1 % pour les hommes résidents et 48,8 % pour les femmes résidentes, et parmi les non-résidents à 20,9 % pour les hommes et 26,9 % pour les femmes.
Sur les 3 218 résidents de plus de 14 ans, seuls 4 déclaraient ne pas savoir parler français (1 dans la tribu d'Unia à Yaté, de langue drubéa et 3 dans celle de Saint-Louis au Mont-Dore, parlant uniquement le tayo), 11 ne pas le lire (2 à Yaté dont 1 à Unia et 1 à Waho, 7 au Mont-Dore dont 5 à Saint-Louis, 1 à La Conception et 1 à l'île Ouen, et 2 dans la tribu de Naniouni à Païta) et 15 ne pas l'écrire (3 à Yaté dont 1 à Unia, 1 à Waho et 1 à Touaourou, 9 au Mont-Dore 1 à La Conception et 1 à l'île Ouen, 2 dans la tribu de Naniouni à Païta et 1 à l'île des Pins dans la tribu de Gadji). Et pour les non-résidents de la même classe d'âge, 3 n'étaient pas francophones, 9 ne le lisaient pas et 11 ne l'écrivaient pas. La tribu la plus peuplée est celle de Saint-Louis au Mont-Dore avec 1 168 résidents, et la moins peuplée celle d'Ouatchia à l'Île des Pins avec 13 résidents.

## Conseil d'Aire
Comme toutes les autres aires coutumières, Djubéa-Kaponé est représentée par un conseil consultatif qui peut délibérer sur les problèmes de langue, de culture et de droit privé lié au statut coutumier. Il comprend soixante-dix-neuf membres, dont les huit grands-chefs de districts qui en sont membres de droit, désignés pour un mandat de trois ans par les chefferies « selon les us et coutumes de l'aire » sous le contrôle des conseils des anciens à raison de :
- 4 pour l'Île des Pins,
- 5 pour l'Île Ouen,
- 5 pour Goro,
- 10 pour Touaourou,
- 8 pour Unia,
- 21 pour Païta dont :
  - 7 pour le Col de la Pirogue - Saint-Laurent,
  - 10 pour les tribus de N'Dé et Naniouni,
  - 4 pour Bangou,
- 19 pour le district du Pont-des-Français dont :
  - 12 pour Saint-Louis,
  - 7 pour La Conception,
- 7 pour le district de Mürare - Mont-Dore.

Il élit en son sein, également pour trois ans, son bureau exécutif, composé de 27 membres dont un président, deux vice-présidents, un secrétaire et son adjoint, un trésorier également suppléé par un adjoint et les deux sénateurs de l'aire. Une règle, non officielle, veut que la présidence du conseil d'aire alterne à chaque renouvellement entre un représentant de langue djubéa et un de langue kaponé (numèè). L'actuel président est, depuis le 18 septembre 2015, Augustin Katé, représentant de la chefferie de Saint-Louis et du district de Mürare - Mont-Dore (dit grande chefferie Moyatéa), de langue tayo (pays kaponé). Les autres membres du bureau désignés le 18 septembre 2015 sont :
- 1er vice-président : Justin Gaïa (N'Dé, district de Païta, langue et pays drubéa),
- 2e vice-président : Adrien Koroma (Touaourou, langue truaùrù, pays kaponé).
- 3e vice-président : Eugène Togna (La Conception, Pont-des-Français, langue et pays drubéa),
- secrétaire : Roger Noraro (Saint-Louis, Mürare - Mont-Dore, langue tayo, pays kaponé),
- secrétaire adjoint : Jean-Claude Komedji (Col de la Pirogue - Saint-Laurent, Païta, langue et pays drubéa),
- trésorier : Pascal Wadécla (île Ouen, langue wêê, pays kaponé),
- trésorier adjoint : Rudolph Togna (La Conception, Pont-des-Français, langue et pays drubéa).

Les présidents du conseil d'aire, depuis décembre 1999, ont été :
- décembre 1999 - décembre 2002 : Clément Païta, grand-chef de Païta (langue djubéa),
- décembre 2002 - décembre 2008 (deux mandats) : Hilarion Vendégou, grand-chef et maire RPCR puis Rassemblement-UMP de l'Île des Pins (langue kwênyii, pays kaponé),
- décembre 2008 - septembre 2015 : Vincent Kamodji (Saint-Louis, Pont-des-Français, langue tayo, pays djubéa),
- septembre 2015 - : Augustin Katé (Saint-Louis, Mürare - Mont-Dore, langue tayo, pays kaponé)

Le conseil d'aire est, de plus, organisé en six commissions de six membres chacune (dont un président, un vice-président et un rapporteur) désignés par le bureau au sein du conseil d'aire. Il s'agit de :
- la commission foncière qui s'occupe de l'établissement du cadastre coutumier, de la définition du régime, de la réglementation et de la gestion des terres coutumières, de la gestion des zones maritimes affectées aux zones coutumières et du suivi des procès-verbaux de tenue de palabre concernant le foncier ou la zone maritime,
- la commission de l'état civil qui enregistre les naissances et les décès des personnes de statut de droit coutumier, et est compétente en matière du statut de ces derniers et de leurs biens, du mariage coutumier, de l'adoption et du suivi des procès-verbaux de tenue de palabre,
- la commission du droit et de la structure coutumière qui s'occupe des procès-verbaux de tenue de palabre, de la désignation des autorités coutumières, de la clarification et de l'interprétation des règles coutumières, de la médiation pénale, de la défense du droit coutumier, de l'application et de la succession des biens, de la gestion des structures coutumière, de la réglementation coutumière et de la nomination des assesseurs coutumiers,
- la commission culturelle qui traite des affaires liées aux noms et à la protection des lieux, au statut, à l'apprentissage et à la désignation des intervenants à l'enseignement des langues kanak de l'aire, à la protection du patrimoine culturel kanak et à celle des droits des auteurs et au développement de la culture kanak,
- la commission du développement et de l'économie qui s'occupe des affaires relatives au développement économique sur les terres coutumières, de la protection de l'environnement, des baux fonciers agricoles et non agricoles, des baux d'exploitation économique des zones maritimes en zones coutumières, du suivi des fonds de garantie pour faciliter le financement des projets de développement sur les terres coutumières, du suivi des relations des institutions coutumières avec le comité consultatif des mines et du suivi des exploitations minières de l'aire,
- la commission du budget et des finances « chargée notamment d'élaborer le projet de budget du conseil coutumier Djubéa-Kaponé en relation avec le bureau et le secrétaire général ».

## Sénateurs
Le conseil d'air désigne, pour un mandat de cinq ans (six ans avant 2005), les deux représentants de l'aire au sein du Sénat coutumier. 
De juillet 1999 à août 2005, il s'agissait de : 
- Vincent Akaro (Unia, langue djubéa),
- Stanislas Gaïa (N'Dé-Naniouni, Païta, langue djubéa)[5].

Puis, d'août 2005 à août 2010, ils ont été remplacés par : 
- Christophe Gnibekan (Saint-Louis, président du conseil des anciens du district de Mürare - Mont-Dore, langue tayo, pays kaponé),
- Gabriel Païta (a présidé le Sénat coutumier en 2005-2006, président du « Mouvement chiraquien des Démocrates-chrétiens », petit parti indépendantiste de droite, Col de la Pirogue - Saint-Laurent, Païta, langue et pays djubéa)[6].

D'août 2010 à août 2015, les deux sénateurs représentants l'aire sont :
- Octave Togna (fondateur en 1985 de la radio indépendantiste Radio Djiido qu'il a dirigé jusqu'en 1998, puis directeur général de l'ADCK de 1989 à 2006, membre du Conseil économique et social local de 2010 à 2015 et président de la commission du grand débat sur l'avenir de l'école néo-calédonienne de 2010 à 2011, membre du FLNKS-UC et d'« Ouverture citoyenne » de Louis Mapou, La Concéption, district du Pont-des-Français, langue et pays djubéa),
- Paul Vakié (a présidé le Sénat coutumier en 2013-2014, membre du FLNKS-UC, ancien conseiller municipal de l'île des Pins, langue kwênyii, pays kaponé).

À partir d'août 2015 et jusqu'en août 2020, il s'agit de :
- Roch-Alphonse Wamytan (membre du FLNKS-UC, Saint-Louis, district du Pont-des-Français, langue tayo, pays djubéa),
- Victor Akapo (membre du FLNKS-Palika, conseiller municipal de Yaté, Touaourou, langue truaùrù, pays kaponé).